# Hymenoscyphus subpallescens
Hymenoscyphus subpallescens är en svampart som beskrevs av Dennis 1975. Hymenoscyphus subpallescens ingår i släktet Hymenoscyphus och familjen Helotiaceae.   Inga underarter finns listade i Catalogue of Life.